# Сарыев, Аннасахат
Аннасахат Сарыев (1908, с. Гоч, Красноводский уезд, Закаспийская область, Туркестанский край, Российская империя — 5 марта 1981,) — советский туркменский хозяйственный, государственный и политический деятель, Герой Социалистического Труда.

## Биография
Родился в 1908 году в селе Гоч близ Гызыларбата. Член КПСС.
С 1926 года — на хозяйственной, общественной и политической работе. В 1926—1973 годы — дехканин, секретарь сельсовета, слесарь Кизыларватского депо. На работе в редакции районной газеты, инструктор Красноводского обкома КП(б)Т по агитации и пропаганде. Заведующий отделом агитации и пропаганды Кизыл-Арватского райкома. Второй секретарь Ашхабадского, второй секретарь Бахарденского райкомов КП(б) Туркменской ССР. Слушатель Высшей партийной школы. Первый секретарь ряда районных комитетов Коммунистической партии Туркменской ССР, в том числе Тедженского райкома КП.
Указом Президиума Верховного Совета СССР от 8 апреля 1971 года присвоено звание Героя Социалистического Труда с вручением ордена Ленина и золотой медали «Серп и Молот».
Избирался депутатом Верховного Совета Туркменской ССР 5-8 созывов (1959—1974).
Делегат XXIII съезда КПСС.
Умер в 1981 году.